# Nicolae Frolov (economist)
Nicolae Frolov (n. 4 februarie 1908, Sankt-Petersburg, Rusia; d. 10 septembrie 1987, Moscova) a fost un specialist moldovean în domeniul economiei, care a fost ales ca membru titular al Academiei de Științe a Moldovei.
La data de 1 august 1961 a fost ales ca membru corespondent al Academiei de Științe a Moldovei.